# Ali G Indahouse
Ali G Indahouse és una pel·lícula de comèdia britànica del 2002. Està dirigida per Mark Mylod i protagonitzada pel personatge de ficció Ali G i interpretada pel comediant Sacha Baron Cohen. Ali G va ser desenvolupat originalment per al Channel 4 de la sèrie The 11 O'Clock Show i Da Ali G Show. És la primera de les tres pel·lícules basades en personatges de Sacha Baron Cohen de Da Ali G Show, i és seguit per Borat i Brüno.

## Argument
El gerent del Centre d'Oci John Nike a West Staines li diu un dia a Ali G que van a tancar el centre per falta de fons. A Ali el preocupa el destí del club alternatiu de boy scouts que ha estat dirigint fins a aquest moment: "Com van a sobreviure aquests nois en el ghetto a partir d'ara?", Pregunta. Decidit a salvar el centre s'encadena a una estació d'autobús de Staines. Així aconsegueix cridar l'atenció del primer ministre, que estava buscant un jove intel·lectual que l'ajudés a guanyar les eleccions a Staines, i que creu haver trobat en ell l'home que necessitava. El polític convenç a l'Ali que la millor manera de salvar el centre és presentar-se a les eleccions, i l'Ali G li pren la paraula.
Amb l'ajuda de la seva àvia, la seva promesa la Julie i el seu millor amic Ricky C, l'Ali G guanya les eleccions municipals. Deixa enrere als seus amics i família i entra al Parlament com a mà dreta del primer ministre. Però les coses no són el que semblen: l'intrigant canceller Carlton utilitzarà la manca d'experiència política de l'Ali G per enfonsar al primer ministre i assolir ell el poder.
Però l'enfocament juvenil i dinàmic que té l'Ali G de l'educació, la salut i l'assistència social, fa que el partit millori sense parar en les enquestes sobre la intenció de vot de cara a uns importants comicis que s'acosten. Ali G i Julie es posen les seves millors vestimentes per assistir a una recepció que reuneix els líders polítics mundials en Chequers. A la festa, Julie enxampa Ali flirtejant amb l'atractiva assistent personal del canceller, Kate. Julie es refugia plorant a la cambra del primer ministre i allà va Ali G a consolar de l'única manera que sap... sense adonar-se que els seus primers passos amorosos estan sent filmats per una càmera de vídeo.
L'endemà a la conferència, la cosa degenera quan els líders del món s'esbronquen entre ells. L'Ali G calma als delegats afegint una infusió d'una "herba" especial al te que estan prenent. Així aconsegueix salvar la situació i al primer ministre, però sense voler precipita la seva pròpia caiguda, ja que la premsa comença a insinuar que l'Ali G ha drogat als líders polítics del món. L'Ali G es veu obligat a dimitir. Tot li va malament: ha perdut l'oportunitat de salvar el centre d'Oci, ha perdut el contacte amb els seus vells amics i fins i tot sembla estar a punt de perdre la seva xicota a mans del seu gran rival, el cap de la colla East Staines Massive, Hassan B.
Al primer ministre tampoc li va molt bé. La gravació de la càmera de vídeo sembla demostrar que va tenir relacions sexuals amb una prostituta en la seva pròpia cambra de Chequers durant la recepció, i el polític es veu obligat a dimitir. Només l'Ali G coneix la veritat: si vol recuperar la seva reputació, netejar el nom del primer ministre i vèncer el malvat canceller, ha de recuperar la cinta de vídeo de la caixa de seguretat de Carlton a Chequers.
L'Ali G demana ajuda als mateixos amics que abans va abandonar. Reviu l'emissora de ràdio pirata Drive By FM, que solia portar amb Ricky C, per avisar les colles de Staines. Recluten gent de Langley Village, Iver Heath i Englefield Green i fins a la colla rival d'East Staines Massive perquè l'ajudin en la seva missió. En plena nit entren en Chequers, utilitzant les seves habilitats amb el breakdance per burlar les mesures de seguretat. Amb la força del motor turbo dels seus Renault 5 rebenten la caixa forta, recuperen la cinta i salven la situació.

## Producció

### Llocs de rodatge
Ali G Indahouse es va rodar en escenaris de Londres, Staines i Manchester. Durant una setmana es va completar el rodatge d'interiors en els estudis Bray de Berkshire. L'escena inicial de la pel·lícula es va rodar a Los Angeles. Per Mazer i Mylod, que eren novells en això dels rodatges de cinema, va ser tota una experiència veure als carrers de Los Angeles: "Havíem estat treballant en el guió tan alegrement, pensant que potser es faria algun dia la pel·lícula o potser vegada no. En el món del cinema tots diuen "Sí, sí" amb molt entusiasme però després el 90% dels projectes mai arriben a fer-se - diu l'optimista Mazer -. Així que quan ens vam veure en ple Est de Los Angeles, ja saps, el lloc de les colles de "gangstas", amb un equip de 110 tècnics i actors, rodant aquesta pel·lícula, va ser una sensació al·lucinant. I el més important és que a més aconseguim un bronzejat impecable mentre ho fèiem... "
Mylod afegeix: "Va ser estrany incorporar-se el primer dia de rodatge per veure com rodaven aquesta primera escena tan complicada. Vaig pensar que m'havia mort i era al cel. Vam treballar intensament, però m'agrada molt com treballen els estatunidencs. Va ser divertit i va ser com veure totes les meves fantasies fetes realitat". Mazer insisteix: "Rodar en escenaris naturals era essencial per mantenir la veracitat de la pel·lícula. Tot era qüestió de realisme: si vols que el públic cregui que un personatge com l'Ali G existeix realment, has d'escollir els escenaris que reflecteixin amb versemblança el seu món. És un noi del barri, així que vam haver de marxar als suburbis i recrear un barri desolat i avorrit, que és en el que aquests nois viuen i es busquen la vida".
En un calorós dia de maig, el carrer major de Staines va quedar tancada per a la pel·lícula. Pubs i edificis es van adornar amb els grafits de les colles rivals d'East i West Staines Massive, i els R5 arreglats de l'Ali G i el seu rival Hassan B es van perseguir per tot el barri. El centre esportiu de Willesden, al nord de Londres, es va transformar en el centre d'oci John Nike. Diu Mazer: "Existeix realment un centre d'oci amb aquest nom a Bracknell. Arribem a un acord amb el propietari: ell ens deixava utilitzar el nom hi ha canvi ell podria anunciar el seu centre dient que era" la llar espiritual " l'Ali G.. "

### Càsting
Diu Dan Mazer: "L'Ali G existeix en un context real i per això volíem que tot l'entorn que l'envolta fos el més realista i el menys exagerat possible. Així que quan ens plantegem el repartiment de la pel·lícula els vam dir als agents de càsting que busquessin sempre el major realisme possible per a tots els personatges". Un dels papers més sol·licitats era el de la Julie, la promesa de l'Ali G. Després de diverses setmanes en què la premsa va publicar tot tipus d'especulacions, el paper va ser per l'actriu Kellie Bright. Diu Wharton: "Va ser molt difícil trobar algú per al paper de Julie perquè l'Ali G es refereix constantment a ella en la sèrie de Televisió, així que tots els espectadors s'havien fet una idea prèvia del seu aspecte". Mylod continua: "Havia de ser una noia dura però també havia de ser algú de qui l'espectador s'enamorés: una noia de la porta del costat amb caràcter i al mateix temps amb un toc d'innocència".
Van veure a centenars d'actrius abans de decidir-se per Kellie. Diu Wharton: "És una noia adorable i plena d'encant". Mylod és de la mateixa opinió: "Res més conèixer Kellie ens va deixar de pedra: era evident que era perfecta, ridículament perfecta". Kellie Bright comenta: "Ha estat molt divertit fer de Julie. Sento una afinitat natural amb ella i he enriquit el personatge amb molts tocs personals".
Julie és el més oposat a Kate, la sensual i sofisticada assistent personal del canceller. El paper va anar a parar a l'actriu Rhona Mitra: "Kate és un personatge obertament sexy i Rhona era ideal per a aquest paper. Kate representa la fantasia sexual de l'Ali G: quan surt amb Julie, en realitat està somiant amb algú com Kate", diu Wharton. Mylod prossegueix: "Buscàvem algú que projectés una imatge d'extremat refinament. No importava que fos negra o blanca, però havia de resultar una mica exòtica i tingués la paraula sexe escrita en el cos. Rhona Mitra es va assabentar pel productor Mazer del projecte i va enviar des de Los Angeles una cinta amb unes gravacions seves. Rhona és perfecta: ha sabut entendre el costat còmic del personatge". Mitra confessa que es va sentir atreta de seguida pel personatge: "Kate és una noia intel·ligent i descarada. Els altres personatges només volen divertir, però ella pensa únicament a prosperar en la seva carrera i és molt directa sobre això. Em va agradar el contrast que hi ha entre ella i els altres personatges".
Ricky C és l'amic i còmplice de l'Ali G. A l'hora de buscar un actor per donar-li vida, era important no pensar en el personatge aïllat sinó prendre en consideració a tota la colla de West Staines Massive. Diu Wharton: "Vam fer que llegissin els seus papers junts tots els de la colla amb Sacha, l'actor que encarna l'Ali G, per veure com encaixaven. Martin Freeman és un actor còmic brillant i més tenia molt bona química amb Sacha: quan van llegir junts, saltaven espurnes entre ells, i crec que això es nota en la pel·lícula". Mylod afegeix: "Martin és un actor fenomenal, té una presència imponent i va trobar de seguida el to perfecte per al personatge, que té moltes coses que li ha afegit ell". Freeman, per la seva banda, comenta: "Jo tinc una mica de Ricky C, tinc la seva mateixa energia i hiperactivitat, però espero no ser massa semblant a ell: odiaria ser tan pesat com ell... "
A l'hora de cercar intèrprets per als papers del primer ministre i el canceller, els responsables de la pel·lícula van confeccionar una llista dels seus actors somiats: "L'important és que a més ens fessin riure", fa broma Mylod. Els prestigiosos Michael Gambon i Charles Dance eren dos fans de l'Ali G i tant que els van fer riure. Diu Wharton: "Un dia estàvem rodant a Manchester i Michael va començar a riure histèricament hi ha preguntar, Què estic fent aquí? Li vaig dir, La veritat és que somiàvem poder comptar amb tu però mai vam pensar que acceptaries la nostra proposta. El que ha estat fantàstic és que no sabíem que hi hagués tanta gent que admirés tant a l'Ali G.vActors com Gambon i Dance són a la pel·lícula només per això ".

## Música
La banda sonora de la pel·lícula:
| Núm. | Títol                    | Artista | Durada |
| ---- | ------------------------ | ------- | ------ |
| 1.   | «Drive By»               | Ali G   |        |
| 2.   | «Stand Clear»            | Ali G   |        |
| 3.   | «Straight Outta Compton» | Ali G   |        |
| 4.   | «Incredible»             | Ali G   |        |
| 5.   | «Swallow Back»           | Ali G   |        |
| 6.   | «Me Julie»               | Ali G   |        |
| 7.   | «Yo!»                    | Ali G   |        |
| 8.   | «Dynamite»               | Ali G   |        |
| 9.   | «Ride Wid Us»            | Ali G   |        |
| 10.  | «Baddest Ruffest»        | Ali G   |        |
| 11.  | «Oh Yeah»                | Ali G   |        |
| 12.  | «Put It on Me»           | Ali G   |        |
| 13.  | «This Is How We Do It»   | Ali G   |        |
| 14.  | «Freak Me»               | Ali G   |        |
| 15.  | «Hold Tight»             | Ali G   |        |
| 16.  | «E.I.»                   | Ali G   |        |
| 17.  | «Legalise»               | Ali G   |        |
| 18.  | «Shoot to Kill»          | Ali G   |        |
| 19.  | «Mad Props»              | Ali G   |        |
| 20.  | «Fight the Power»        | Ali G   |        |
| 21.  | «Planet Rock»            | Ali G   |        |
| 22.  | «Spread de Love»         | Ali G   |        |
| 23.  | «Me Julie»               | Ali G   |        |

## Repartiment
| Actor             | Personatge                    |
| ----------------- | ----------------------------- |
| Sacha Baron Cohen | Ali G i Borat Sagdiyev        |
| Michael Gambon    | Primer ministre               |
| Charles Dance     | David Carlton                 |
| Kellie Bright     | Julie                         |
| Martin Freeman    | Richard "Ricky C" Cunningham  |
| Rhona Mitra       | Kate Hedges                   |
| Barbara New       | Nan                           |
| Ray Panthaki      | Hassan B                      |
| Emilio Rivera     | Ricky                         |
| Olegar Fedoro     | Ministre Rus                  |
| Tony Way          | Dave                          |
| Daniela Lavender  | Maid                          |
| John Scott Martin | Mr. Dwayne "The Rock" Johnson |